# Radiotrofne glive
Radiotrofne glive so skupina gliv, ki verjetno uporabljajo pigment melanin za pretvorbo sevanja gama v kemično energijo za rast. Predlagani mehanizem naj bi bil podoben anabolnim potem za sintezo ogljikovodikov v fototrofnih organizmih, ki absorbirajo fotone vidne svetlobe s pomočjo pigmentov, kot je klorofil, nato pa se energija fotonov pretvori v kemično energijo (npr. pri fotosintezi v obliki adenozin trifosfata oz. ATP-ja).
Prvič so bile odkrite leta 2007 kot črne plesni znotraj in v okolici reaktorjev jedrske elektrarne Černobil. Raziskave so pokazale, da spadajo v to skupino vrste gliv Cladosporium sphaerospermum, Wangiella dermatitidis in Cryptococcus neoformans, katerim se biomasa in količina acetata povečata v okolju, kjer je vrednost radioaktivnega sevanja 500-krat večja od normalne vrednosti. Na molekularnem nivoju se pri C. neoformans spremenijo lastnosti melanina, poleg tega pa se poveča tudi hitrost z melaninom posredovanega prenosa elektronov (izmerjeno preko redukcije fericianida z NADH). Podobne spremembe so bile opažene tudi pri izpostavitvi neionizirajočemu sevanju, kar nakazuje na to, da bi bile tovrstne glive zmožne tudi izkoriščanja svetlobe ali toplotnega sevanja za rast.
Pri glivah, ki imajo okvarjene encime za sintezo melanina, je bilo sicer opaženo, da rastejo hitreje v primerjavi z radiotrofnimi glivami, ki v danem trenutku niso izpostavljene radioaktivnemu sevanju. Vzroka za to naj bi bila v glavnem zmanjšan privzem hranilnih snovi zaradi nakopičenih molekul melanina v celični steni in/ali toksični intermediati, ki nastanejo pri biosintezi melanina. Opažanja se skladajo z dejstvom, da glive, ki sicer nimajo okvarjenih mehanizmov za sintezo melanina, pigment ne sintetizirajo konstitutivno (tj. konstantno oz. ves čas), temveč velikokrat le v primeru odziva na zunanji dražljaj ali v različnih fazah razvoja.